# 韋勒梅謝
韋勒梅謝是土耳其的城鎮，位於該國西北部，距離首府泰基爾達52公里，由泰基爾達省負責管轄，海拔高度135米，主要農產品有玉米、向日葵和穀物，2011年人口7,893。